# Gounelloeme echinoscapus
Gounelloeme echinoscapus är en skalbaggsart som först beskrevs av Pierre Émile Gounelle 1913.  Gounelloeme echinoscapus ingår i släktet Gounelloeme och familjen långhorningar. Inga underarter finns listade i Catalogue of Life.